# Нелегальная торговля дикими видами животных и растений

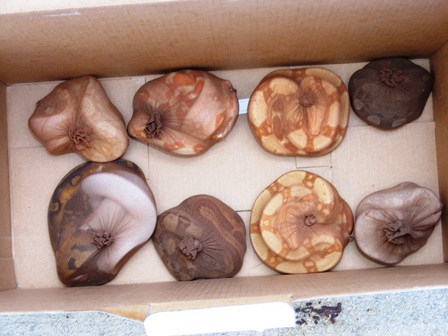
Змеи, контрабандно перевозимые в чулках, изъятые Погранично-таможенной службой США

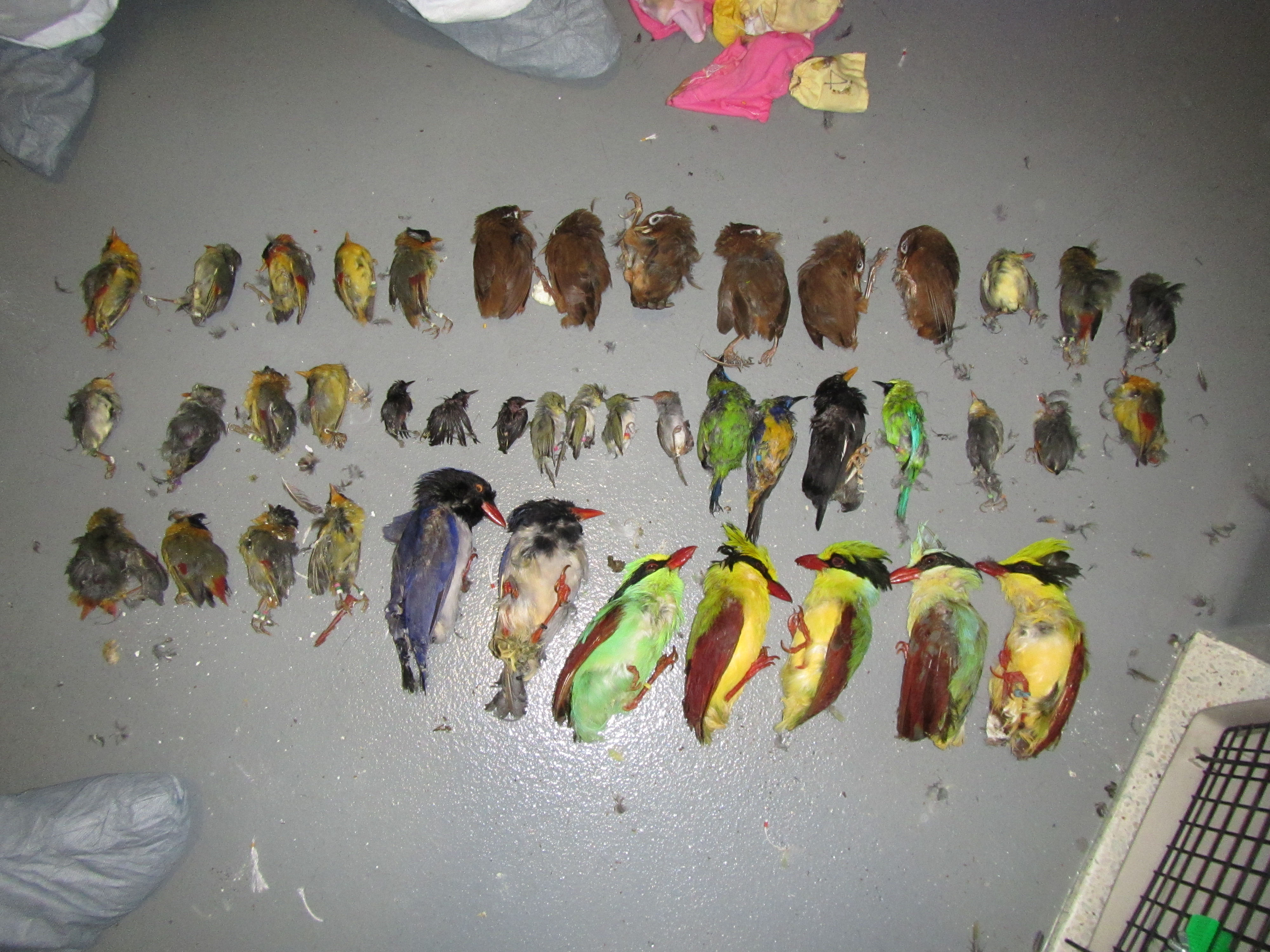
Изъятые в Лос-Анджелесе Службой охраны рыбных ресурсов и диких животных США мертвые азиатские певчие птицы

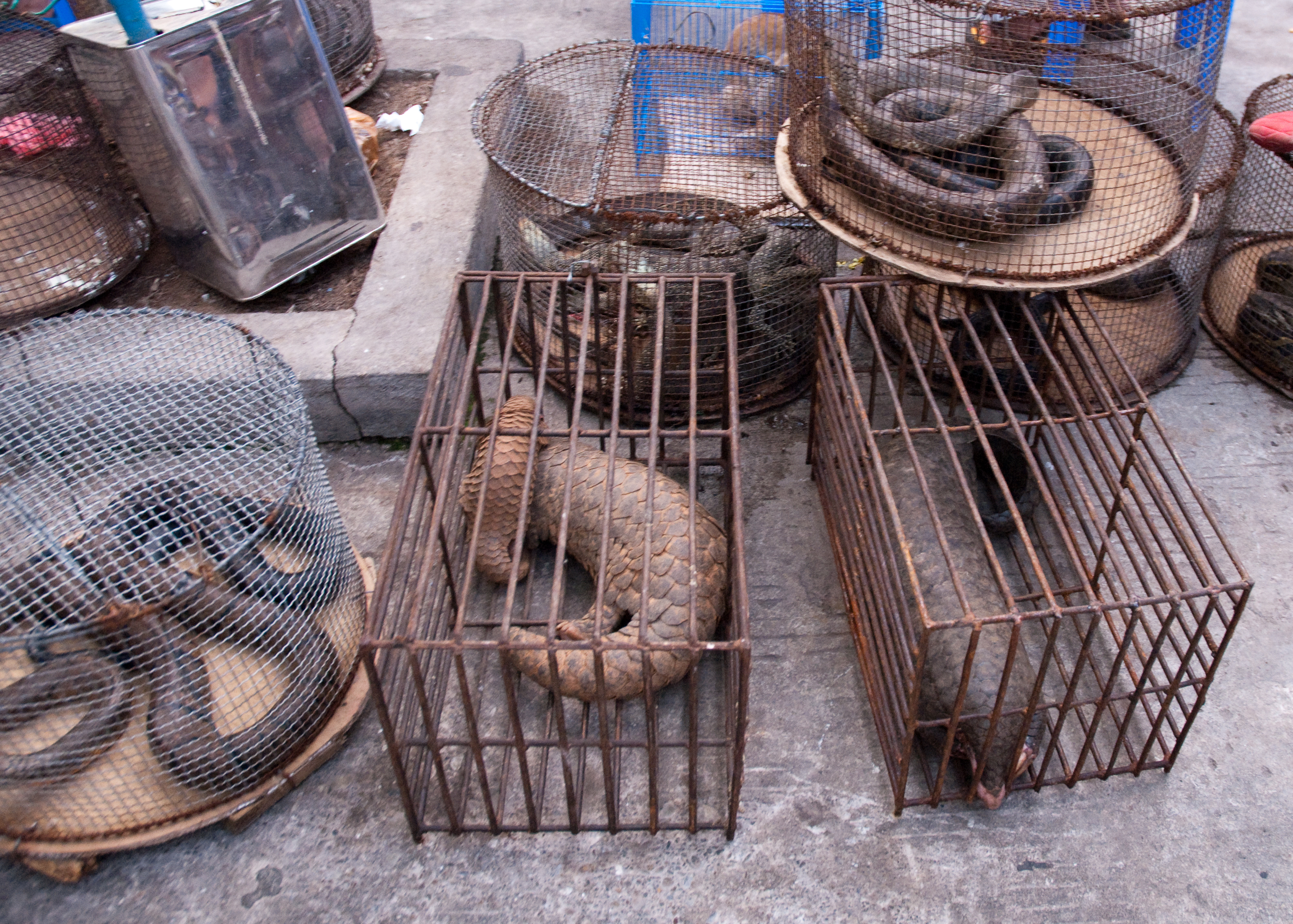
Незаконная торговля панголинами и змеями на рынке в Мьянме

Нелегальная торговля дикими видами животных и растений — один из наиболее доходных видов теневого бизнеса. В глобальных масштабах эта деятельность занимает четвёртое место по денежному обороту, после торговли наркотиками, оружием и людьми, агрегируя около $8,5 млрд в год. Этот вид преступности процветает там, где отсутствует межведомственная и международная координация и существует коррупционная среда.

## Признание проблемы на глобальном уровне
В 2010 году только в Азии незаконный оборот слоновой кости, рога носорога, костей и других частей тела тигра составил около 75 млн. долл. США. Множество более мелких видов диких животных также убиваются браконьерами, которые незаконно охотятся на них с целью изготовления лекарственных препаратов, используемых в народной медицине, продуктов питания или украшений. Чем реже встречается вид, тем больше спрос на части его тела, и, соответственно, выше цена на них. Некоторые виды отлавливают живыми, чтобы продать желающим приобрести экзотических домашних животных.
Для защиты некоторых видов дикой фауны и флоры от чрезмерной эксплуатации их в международной торговле 3 марта 1973 года была принята Конвенция о международной торговле видами дикой фауны и флоры, находящимися под угрозой исчезновения (СИТЕС).
Международная значимость нелегальной торговли дикими животными признана Организацией Объединенных Наций, которая в 2000 году включила в деятельность Управления ООН по наркотикам и преступности (ЮНОДК) задачи по противодействию транснациональной организованной преступности в сфере незаконного оборота природных ресурсов.
В своей резолюции 2001/12 Экономический и социальный совет (ЭКОСОС) призвал государства-члены принять «законодательные или другие меры, необходимые для признания незаконного оборота охраняемых видов дикой флоры и фауны уголовным преступлением в их внутреннем законодательстве». В последующей резолюции 2003/27 ЭКОСОС призвал государства-члены принять необходимые превентивные меры, а также пересмотреть национальное уголовное законодательство с целью обеспечить серьезные наказания за незаконный оборот охраняемых видов флоры и фауны.

## Статус нелегальной торговли дикими видами и борьба с ней в разных странах

### Китай
Китай является крупнейшим в мире рынком нелегальной продукции дикой природы. В частности, по данным ООН с 2014 года по 2023 год число случаев изъятия незаконно приобретенных панголинов выросло в десять раз, при этом 71% из них зафиксировали в Китае. Зародыши, чешуя и кровь панголинов используются в китайской народной медицине, мясо считается деликатесом, а чучела панголинов продают в качестве сувениров. Панголины занимают первое место в списке самых частых жертв незаконной торговли ресурсами дикой природы. Растущий в Китае спрос на панголинов привел к уменьшению их популяций в Камбодже, Вьетнаме и Лаосе.

### Россия
В России полностью запрещен любой оборот особо ценных животных, принадлежащих к видам, занесенным в Красную книгу РФ. За это предусмотрена уголовная ответственность, наказанием может быть лишение свободы на срок до 8 лет (ст. 258.1 УК РФ). Аналогичное наказание грозит за провоз через таможенную границу (контрабанду) особо ценных диких животных в крупном размере (типы товаров и размер партии определен в ст. 226.1 УК РФ). Однако на практике российские суды часто выносят весьма мягкие приговоры по таким делам: так, в 2024 году мужчину, который пытался вывезти в Китай 12 рогов краснокнижного сайгака, 115 частей краснокнижной кабарги и три желчных пузыря бурого медведя приговорили к четырем с половиной годам лишения свободы условно.
Согласно докладу WWF, за период с 2012 года по 2018 год нелегально пытались ввезти в Россию более 100 тыс. живых особей, 12 млн дериватов (частей тел животных), а вывезти — около 3000 живых особей и более 22 700 дериватов. Одним из самых популярных незаконно вывозимых из России видов животных являются живые хищные птицы, спрос на которых поддерживается со стороны Саудовской Аравии, Катара, Бахрейна, Кувейта. По оценкам экспертов, каждый год из России только кречетов незаконно вывозится около 400 особей. Лидерами по контрабанде диких видов являются Дальневосточный и Сибирский федеральные округа, соседствующие с Китаем, куда направлен основной поток контрабанды диких видов.
В Россию также незаконно ввозят различные виды диких животных: на российской границе каждый год задерживают более 50 тыс. животных из списка СИТЕС. Значительную часть из них составляют различные виды рыб, птиц, амфибий и рептилий. Продавцы экзотических животных обычно заявляют, что животные были выведены в неволе, но в большинстве случаев это нелегально ввезенные в страну животные, изъятые из дикой природы.

### Казахстан
Для торговли объектами дикой природы Казахстана является как страной происхождения, так и потребления и транзита. Среди видов фауны, которые часто становятся жертвами нелегальной торговли в Казахстане — сайгак, сокол балобан, среднеазиатская черепаха.
Противодействие перемещению диких растений и животных, которые находятся под защитой СИТЕС, является для пограничных и таможенных служб Казахстана достаточно новым направлением деятельности. Зачастую сотрудники, которые непосредственно производят осмотр грузов и проводят задержания, не знают о списке видов, включённых в приложения СИТЕС, и разрешительных документах, которые должны сопровождать их перевозку, не осведомлены о специальных условиях, которые определены СИТЕС для перевозки живых животных, и не проинструктированы о порядке дальнейших действий во время задержания и конфискации.
Еще одна сложность возникает в работе с экспертами, участие которых необходимо для определения видовой принадлежности изъятых животных и растений. На сегодняшний день правоохранительные органы привлекают таких экспертов по своему усмотрению, и до сих пор нет официального списка установленных или рекомендованных лиц или организаций, которые могут проводить подобную экспертизу. В итоге экспертные оценки вызывают вопросы в судах, и рассмотрение дел значительно осложняется.
С 2021 году в Казахстане проводится обучение сотрудников пограничных и таможенных служб по применению СИТЕС и укрепляется межведомственное сотрудничество в этой сфере. С 2014 года ведётся подготовка поисковых собак для пресечения нелегального ввоза и вывоза диких животных, их частей и продукции из них.

#### Сайгак
Несмотря на то, что в Казахстане с 1999 года действует мораторий на отстрел сайгака, контрабандный вывоз рогов сайгака продолжался всё это время. Восстановление численности сайги (к примеру, в 2014 году её поголовье в Казахстане составляло 49 378, а в 2023 — уже 1915000 голов) стало возможным благодаря усилиям по борьбе с браконьерством и нелегальным вывозом.

В Казахстане незаконное добывание, уничтожение сайгака, а также приобретение, хранение, сбыт, ввоз, вывоз, пересылка, перевозка незаконно добытого сайгака или его дериватов, в том числе рогов, является уголовным преступлением, наказание за которое — вплоть до лишения свободы до 12 лет, с конфискацией имущества (статья 339 Уголовного кодекса РК). 6 сентября 2023 года уже бывший министр экологии и природных ресурсов Зульфия Сулейменова сообщила о выявлении браконьерской сети, в которую были вовлечены сотрудники правоохранительных органов и природоохранного ведомства:
"Была активизирована деятельность по борьбе с браконьерством в Казахстане. К сожалению, мы выявили, что этим промышляют и люди в погонах, и наши собственные работники. Был выявлен факт повторного попадания в оборот ранее изъятых дериватов (рогов сайгака)."
Анализ сообщений в СМИ позволяет установить, что в период с 2012 по 2022 годы правоохранительными органами было конфисковано как минимум 10000 штук контрабандных рогов сайгака.
Неполный список крупных задержаний (в хронологическом порядке):
- 149 рогов в 2015 году в Западно-Казахстанской области;[19]
- 1 тонна 118 кг рогов в октябре 2019 года в Атырауской области;[20]
- 700 рогов в ноябре 2020 года в Западно-Казахстанской области;[21]
- 3144 рогов (более 700 кг) в июле 2021 года в Алматинской области;[22]
- 1169 рогов в 2022 году в Западно-Казахстанской области;[23]
- 844 рога в феврале 2022 года в Карагандинской области;[24]
- 732 рога в августе 2022 года в Улытауской области;[25]
- 198 рогов в августе 2022 года в Мангистауской области;[26]
- 953 рога в ноябре 2022 года в Алматинской области;[27]
- 1116 рогов в январе 2023 года в Актюбинской области;[28]
- 845 рогов в июле 2023 года на территории Кыргызстана при попытке вывоза из Казахстана в Китай.[29]

#### Среднеазиатская черепаха
Среднеазиатская черепаха не является дорогим товаром, но браконьеры берут количеством. В одной локации за сезон скупщики могут собрать от нескольких сотен до нескольких тысяч особей. По оценкам экспертов, оборот среднеазиатской черепахи внутри Казахстана имеет гораздо меньший объём, чем экспортный оборот. На внутренний рынок  среднеазиатская черепаха поступает, в основном, для продажи в зоомагазинах и на зоорынках, а также для подпольной продажи ресторанам. Степные черепахи вывозятся из Казахстана в основном в Россию. Оттуда они — под видом узбекистанского экспорта — отправляются в европейские страны, США и, возможно, в Китай. Оренбург является пунктом контрабандного транзита среднеазиатской черепахи из Центральной Азии в Европу и США.
В последний раз экспортная квота СИТЕС, в размере 40 тысяч особей, была выдана Казахстану в 2001 году. Весь последующий экспорт — контрабанда. Анализ сообщений в СМИ показывает, что только в период с 2015 по 2019 годы на границе Казахстана было задержано 22 тысячи нелегально вывозимых черепах. Нелегальный оборот, который проходит через казахстанскую границу незамеченным, скорее всего, превышает эту цифру в несколько раз.
Неполный список крупных задержаний (в хронологическом порядке):
- Более 8000 живых черепах в апреле 2016 года на казахстанско-российской границе;[31]
- 4100 живых черепах в июне 2016 года на казахстанско-российской границе;[32]
- Более 4000 живых черепах из Казахстана в октябре 2019 года в Оренбурге (РФ);[33]

#### Балобан
Из-за нелегального отлова и вывоза для целей соколиной охоты в страны Персидского залива Казахстан потерял до 90% общей численности своих популяций балобана. Случаи задержания нелегально вывозимых балобанов на границе регистрируются ежегодно. По оценкам экспертов, в начале 2000-х из Казахстана нелегально вывозили до тысячи балобанов в год.
В 2015 году Казахстанская ассоциация сохранения биоразнообразия (АСБК) включила балобана в список видов, по которым ведётся активная работа по пресечению нелегального трафика.
Неполный список задержаний (в хронологическом порядке):
- 7 живых балобанов в сентябре 2010 года в Восточно-Казахстанской области;[36]
- 7 живых балобанов в сентябре 2014 года на казахстанско-российской границе;
- 18 живых самок балобана в ноябре 2021 года в Алматинской области.[37]